# Leptotrachelus fuscus
Leptotrachelus fuscus is een keversoort uit de familie van de loopkevers (Carabidae). De wetenschappelijke naam van de soort is voor het eerst geldig gepubliceerd in 1939 door Liebke. De kever komt voor in Brazilië.